# Китень
45°23′25″ пн. ш. 35°45′05″ сх. д. / 45.39028° пн. ш. 35.75139° сх. д.
Китень (також Кара́-Буру́н, крим. Qara Burun) — один із північних мисів Керченського півострова, розташований на сході Криму, у межах Керченського району. Мис вдається в Арабатську затоку Азовського моря та розташований безпосередньо поблизу села Семенівка.

## Географія
Мис Китень має різноманітний береговий рельєф:
- Південна частина мису має пологі береги, які плавно переходять у прибережні води.
- Північна частина мису відзначається обривистими берегами, які сильно порізані невеликими бухтами.
- Південніше мису розташована Китенська бухта.

## Походження назви
Назва «Китень» має російське походження, тоді як варіант «Кара-Бурун» походить із кримськотатарської мови, де «Кара-Бурун» перекладається як «Чорний мис».

## Природа
Мис оточений степовими ландшафтами, характерними для північної частини Керченського півострова.